# DOCSIS
Data Over Cable Service Interface Specification (DOCSIS) je mezinárodním standardem vytvořeným organizací CableLabs a podporovaný společnostmi jako ARRIS, Broadcom, Cisco, Conexant, Correlant, Intel, Motorola, Terayon a Texas Instruments.
DOCSIS definuje komunikační a operativní podporu pro rozhraní data over cable system.
Specifikuje pravidla pro obousměrné širokopásmové datové přenosy po stávajících televizních kabelových rozvodech (TKR). Řídí se jím velké množství kabelových televizních operátorů poskytujících přístup zákazníků k Internetu obvykle přes hybridní opticko-koaxiální (HFC) infrastrukturu. První specifikace DOCSIS 1.0 byla vydána v dubnu 1997, další revize 1.1 následovala v dubnu 1999. Ta zaváděla požadavek na služby v reálném čase jako je IP telefonie. Další revize zohlednila požadavky na zvýšení rychlosti přenosu směrem od zákazníka (upstream) a podporu Quality of Service, byla vydána jako DOCSIS 2.0 v lednu 2002. DOCSIS 3.0 byla vydána v srpnu 2006.
International Telecommunications Union Telecommunications Standardization Sector (ITU-T) přijal jako mezinárodní standard dvě varianty DOCSIS. DOCSIS 1.1 byla ratifikována jako doporučení ITU-T J.112; následovně DOCSIS 2.0 jako doporučení ITU-T J.122. DOCSIS 2.0/J.122 je zpětně kompatibilní s DOCSIS 1.1/J.112.
Mezi americkými a evropskými televizními kabelovými systémy existují podstatné rozdíly co do rozčlenění frekvenčního pásma užívaného pro televizní vysílání včetně TKR, specifikace DOCSIS proto bylo nutno pro použití v Evropě upravit. Tato změna byla publikována pod jménem EuroDOCSIS. Výrazným rozdílem je také odlišná šířka TV kanálu. Evropské kabelové sítě používají televizní systémy PAL nebo SECAM, které mají šířku kanálu 7 MHz nebo 8 MHz, na rozdíl od severoamerického NTSC, který má šířku kanálu 6 MHz. To umožňuje vyšší rychlost přenosů dat ve směru k zákazníkovi i od něj.
Japonsko používá vlastní variantu DOCSIS.

## Vlastnosti
DOCSIS poskytuje různé vlastnosti dle OSI vrstvě 1 a 2, fyzické (PHY) vrstvě a vrstvě Media Access Control (MAC).
- Fyzická vrstva:
  - Šířka pásma: DOCSIS 1.0/1.1 specifikuje šířku kanálu mezi 200 kHz a 3,2 MHz. DOCSIS 2.0 specifikuje 6,4 MHz, ale je zpětně kompatibilní se staršími šířkami pásma.
  - Modulace: DOCSIS 1.0/1.1/2.0 specifikuje 64 nebo 256 QAM (64-QAM or 256-QAM) použitých pro stahování dat a QPSK nebo 16QAM (16-QAM) použitá pro odesílání dat. DOCSIS 2.0 specifikuje 32-QAM, 64-QAM a 128-QAM pro odesílání dat. V praxi se v České republice využívá 256-QAM pro potřebu vysoké rychlosti stahování.

## Přenosové rychlosti
Většina kabelových modemů má v sobě shaper na omezování příchozího a odchozího provozu. Ty se nastavují při bootování modemů ze serveru TFTP daného ISP, kdy je modemu přidělen konfigurační soubor v binární podobě.
Jeden downstreamový kanál může obsluhovat stovky kabelových modemů. Doporučená hodnota většinou výrobců CMTS je 250 modemů na jeden upstream. Využíváno je statistické pravděpodobnosti, že ve stejný okamžik zatěžuje přenosovou kapacitu jen malý počet uživatelů. Podle potřeby CMTS může být upgradována na více downstream/upstream portů.
Přenosová kapacita kanálu je závislá na více faktorech. Mezi nejdůležitější patří použitá modulace a šířka kanálu, počet opravných slov, a různá jemná nastavení CMTS. V České republice je nejpoužívanějším nastavením 8 MHz široký kanál, modulace 64-QAM.
| Směr          | Stahování             | Stahování             | Odesílání             |
| Verze         | DOCSIS                | EuroDOCSIS            | Obojí                 |
| ------------- | --------------------- | --------------------- | --------------------- |
| 1.x           | 42.88 (38) Mbit/s     | 55.62 (50) Mbit/s     | 10.24 (9) Mbit/s      |
| 2.0           | 42.88 (38) Mbit/s     | 55.62 (50) Mbit/s     | 30.72 (27) Mbit/s     |
| 3.0 4kanálový | +171.52 (+152) Mbit/s | +222.48 (+200) Mbit/s | +122.88 (+108) Mbit/s |
| 3.0 8kanálový | +343.04 (+304) Mbit/s | +444.96 (+400) Mbit/s | +122.88 (+108) Mbit/s |

Vlastností DOCSIS 3.0 je channel bonding, které umožňuje spojování zpětných a dopředných kanálů pro jednotlivého klienta. Norma říká, že minimální počet spojených kanálů je 4× downstream + 4× upstream. Existují však řešení jak spojit více kanálů v jednu přenosovou trasu, např. až osm kanálů. Norma DOCSIS 3.0 rovněž nařizuje CMTS i kabelovým modemům být IPv6 kompatibilní.

## Bezpečnost
DOCSIS obsahuje MAC layer security v Baseline Privacy Interface specifications. DOCSIS 1.0 používá výchozí Baseline Privacy Interface (BPI). BPI bylo později vylepšeno vydáním specifikací Baseline Privacy Interface Plus (BPI+)
Záměrem specifikace BPI je popsat MAC layer security pro DOCSIS mezi CMTS a CM komunikací. BPI bezpečnost se skládá z dvojnásobné ochrany:
- poskytuje uživatelům kabelovým modemů ochranu dat na kabelové síti
- poskytuje ochranu kabelovým operátorům; tj. zamezit neautorizovaným uživatelům přístup na síť RF a MAC

BPI je zamýšlený pro poskytnutí úrovně zabezpečení na sdíleném přenosovém kanálu kabelové síti nebo poskytovat dedikovaný přístup k lince přes analogový modem nebo DSL linku.
V dřívější specifikaci BPI [ANSI/SCTE 22-2] byl limit ochraně služby, protože základní Key management protokol neposkytuje ověření kabelových modemů. BPI+ zesílil ochranu přidáním digitálních certifikátů založených na ověření pomocí dohody na klíči (anglicky key exchange) protokolu.
DOCSIS 3.0 zavádí certifikační autoritu, která ověřuje na základě RSA klíčů.